# Julius III.

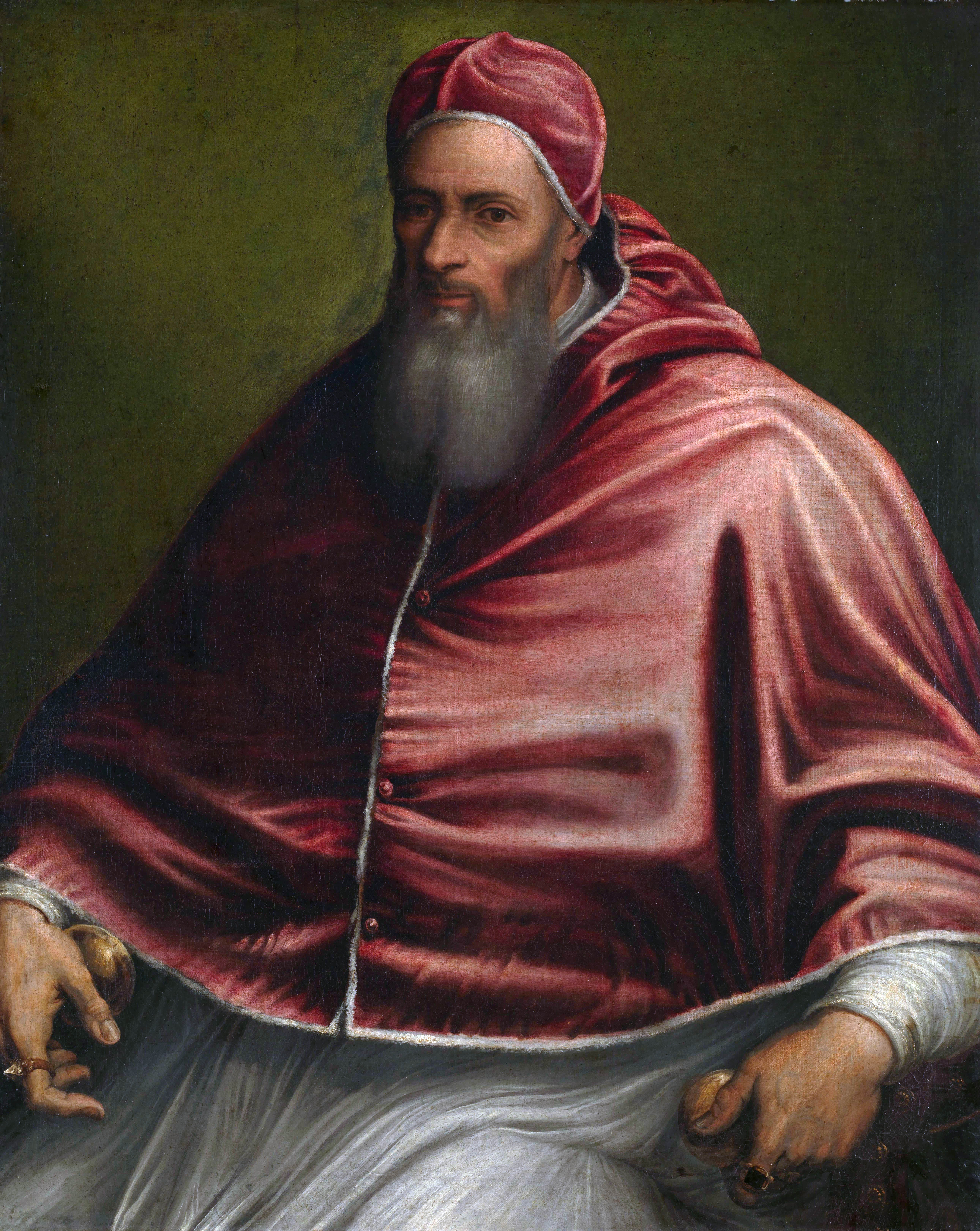
Julius III. – Porträt von Girolamo Siciolante da Sermoneta

Wappen von Papst Julius III., moderne Nachzeichnung

Julius III. (* 10. September 1487 als Giovanni Maria Ciocchi Del Monte in Rom; † 23. März 1555 ebenda) war vom 7. Februar 1550 bis 23. März 1555 Papst der katholischen Kirche.

## Leben

### Ausbildung und kirchliche Laufbahn
Als Sohn eines bekannten römischen Juristen studierte er selbst Jura und Theologie in Perugia und Siena. 1512 wurde er zum Erzbischof von Manfredonia und 1520 zusätzlich von Pavia ernannt. Zum Kardinalpriester von San Vitale wurde er als Kurialjurist und Verwaltungsfachmann am 22. Dezember 1536 von Papst Paul III. ernannt. 1542 bis 1543 war er Kardinal der Titelkirche Santa Prassede.
Er war maßgeblich an den Vorbereitungen des Konzils von Trient beteiligt und wurde dessen erster Vorsitzender. Dort vertrat er deutlich die Interessen des Papstes gegen Kaiser Karl V. Ebenso blieb er auch Präsident nach der Verlegung des Konzils nach Bologna im Jahre 1547. 1550 veranlasste er als Papst die Rückverlegung nach Trient.

### Pontifikat
Nach dem Tod Pauls III. wurde er als Kompromisskandidat nach einem langen Konklave, das am 29. November 1549 begonnen hatte, zum Papst gewählt. Der Papstname nimmt Bezug auf Julius II., den Förderer seiner Familie. Am 24. Februar 1550, mit der Bulle Si pastores ovium, eröffnete er das von seinem Vorgänger Julius II. ausgerufene Heilige Jahr. Der Zeremonialhammer ist heute im bayrischen Nationalmuseum. Nach seiner Wahl versuchte er zunächst die kaiserliche Seite in Italien zu stärken. Nachdem dies erfolglos war, hielt er sich hier politisch zurück. Er führte das Konzil von Trient weiter; in der 13. und der 14. Sitzung wurden die Dekrete über die Eucharistie, die Beichte und die Krankensalbung verabschiedet.
Sein Pontifikat stand stark im Zeichen des Nepotismus, obwohl er gerade diesen Missbrauch hätte abschaffen sollen. So erhob er in seinem ersten Konsistorium vom 30. März 1550 seinen Adoptivneffen Innocenzo Ciocchi del Monte zum Kardinal, im Konsistorium vom 20. November 1551 seinen Cousin Cristoforo Guidalotti Ciocchi del Monte, den Bischof von Marseille, und in einem weiteren am 22. Dezember 1553 Roberto de’ Nobili, einen Neffen, in den Kardinalsrang. 1553 ordnete er die Verbrennung aller hebräischen Bücher an, was vor allem in Italien zu schweren Verlusten des blühenden hebräischen Druckwesens führte.

### Grab
Sein erstes Grab fand Papst Julius III. in dem freigewordenen Sarkophag Papst Hadrian VI. Nach der Fertigstellung der neuen Peterskirche wurde der Sarkophag im November 1608 in die Vatikanischen Grotten umgebettet.

### Architektur
Von 1551 bis 1555 wurde die Villa di Papa Giulio (heute Villa Giulia) gebaut. Er begann und beendete einige Bauten die durch seinen Vorgänger geplant wurden.